# Private Angelo
Pour plus de détails, voir Fiche technique et Distribution.
Private Angelo est un film britannique réalisé par Michael Anderson et Peter Ustinov, sorti en 1949.

## Synopsis
Angelo a été enrôlé dans l’armée italienne pendant la Seconde Guerre mondiale. Ayant peur de mourir au combat, il essaie toutes sortes d’astuces pour éviter d’être pris dans l’action. Cependant, les événements semblent toujours le ramener au front.

## Fiche technique
- Titre original : Private Angelo
- Réalisation : Michael Anderson et Peter Ustinov
- Scénario : Michael Anderson et Peter Ustinov, d'après le roman homonyme d'Eric Linklater
- Direction artistique : John Howell
- Costumes : Nadia Benois
- Photographie : Erwin Hillier
- Son : W. Anson Howell
- Montage : Charles Hasse
- Musique : Vittorio Pirone
- Production : Michael Anderson et Peter Ustinov
- Société de production : Pilgrim Pictures, Associated British Picture Corporation
- Société de distribution : Associated British-Pathé-Limited
- Pays d'origine :  Royaume-Uni
- Langue originale : anglais
- Format : Noir et blanc  — 35 mm — 1,37:1 — son mono
- Genre : Comédie
- Durée : 106 minutes
- Dates de sortie : Royaume-Uni : 6 juillet 1949

## Distribution
- Godfrey Tearle : comte Piccologrando
- María Denis : Lucrezia
- Peter Ustinov : soldat Angelo Piccologrando
- Marjorie Rhodes : comtesse Piccologrando
- James Robertson Justice : Fest
- Moyna MacGill : marquise Dolce
- Harry Locke : caporal Jimmy Trivet
- Diana Graves : Lucia
- Bill Shine : colonel Michael
- Philo Hauser : Bloch
- John Harvey : caporal Alistair McCunn
- Peter Jones : officier des douanes
- Arthur Howard : représentant des douanes
- Rupert Davies : Cohen
- Ernest Clarke : chef des douanes
- Amedeo Trilli : Buonarotti
- Nino Crisman : Castadivi
- Robin Bailey : Simon Telfer